# Vicente Mena Pérez
Vicente Mena Pérez (La Almarcha, 22 de enero de 1896-Madrid, 4 de septiembre de 1954) fue un sacerdote, locutor de radio y escritor español.

## Biografía
Nacido en La Almarcha el 22 de enero de 1896, fue el único hijo de Constantino Mena González, natural de La Almarcha y de Purificación Pérez Nielfa, natural de Cuenca. 
Estudia la carrera eclesiástica en el Seminario Conciliar San Ildefonso de Toledo. El 5 de abril de 1919 es ordenado sacerdote en la catedral toledana.[cita requerida]
Fue coadjutor de la parroquia de Consuegra (Toledo) desde el 25 de abril de 1919 hasta el 23 de octubre de 1920, y desde esa fecha hasta enero de 1922 fue capellán del cardenal primado Almaraz.
El 20 de febrero de 1922 obtiene licencia del arzobispado de Toledo para dedicarse a sus investigaciones históricas en Madrid. Desde 1927 a 1936 reside temporalmente en Castuera (Badajoz) como capellán de la cuarta condesa de Casa Ayala, Beatriz López de Ayala y Morales-Arce. Al menos tres de sus obras (que llevan títulos extremeños) las firma en esta época. Viñetas castueranas la imprime en Villanueva de la Serena y Leyendas extremeñas en Badajoz. 

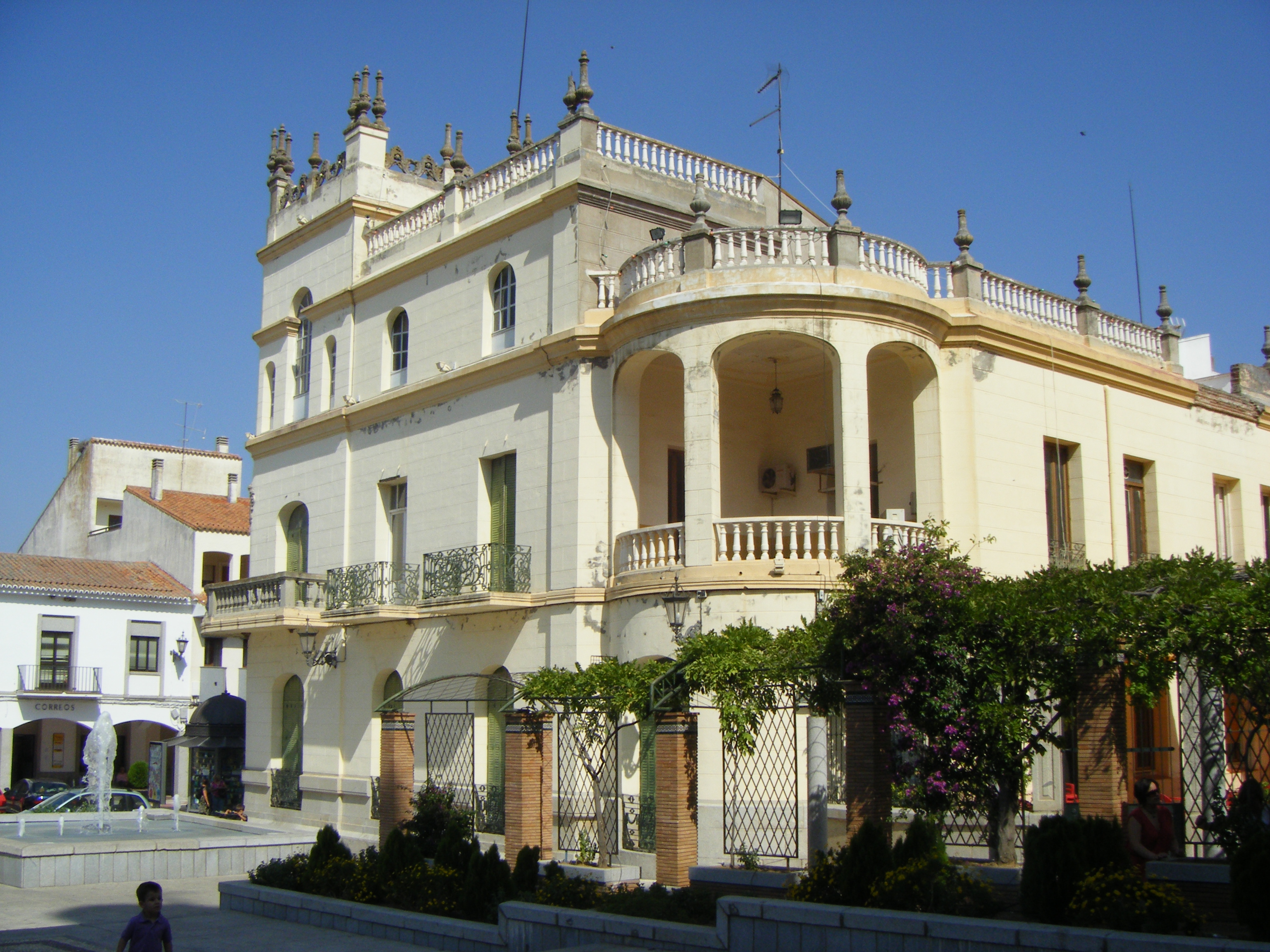
Palacio de los Condes de Casa Ayala en Castuera

Cuando estalla la Guerra Civil está veraneando en Arenas de San Pedro (Ávila), población que es tomada por el ejército franquista en septiembre de 1936. Entonces se alistó como sacerdote soldado voluntario en el Regimiento Farnesio 10º de Caballería. Por orden del BOE del 13 de febrero de 1937, junto con otros 35 presbíteros, fue ascendido a la categoría de alférez por el tiempo que durase la contienda.
En 1942 vuelve a solicitar licencia al arzobispado de Toledo para residir en Madrid. Desde 1940 a 1943 regresa a sus investigaciones históricas. El 9 de febrero de 1943 es coadjutor de la parroquia de san Marcos cargo que ostenta hasta el 20 de noviembre de 1949.
La revista Sintonía de Radio Nacional de España indica que en 1947 ya tiene una emisión religiosa fija los jueves entre las 7,30 y las 8 de la noche.
Desde 1949 a 1954 en Radio Nacional de España emite el programa: Llamad y se os abrirá, pedid y se os dará. La franja horaria era los viernes de 9 a 9:30 de la noche. Esta actividad en Radio Nacional, en cierto modo, le convierte en precursor de lo que posteriormente será Cáritas. En términos parecidos se expresa Juan Munsó cabús, pero precisando el lugar donde se distribuían los donativos de los radiooyentes.
Fallece en Madrid el 4 de septiembre de 1954 como consecuencia de un accidente de automóvil, que había tenido el 31 de agosto en el kilómetro 30 de la carretera de Valencia junto a Arganda del Rey.
Fue un prolífico escritor de prosa, verso y teatro. La catalogación de su obra escrita es difícil, pues el no realizar el Depósito Legal de la mayoría de sus obras, estas se perdieron. Además de la docena de obras localizables, tenemos noticia de una treintena de publicaciones porque habla de ellas en las últimas páginas de los libros que sí se pueden localizar. Entre sus obras se encuentran las siguientes:

## En prosa
- Comentarios a la vida de Pedro de Valdivia conquistador de Chile, escrita por don Antonio Miguel Romero y Gil de Zúñiga. Madrid, C/Amparo 80, 1929, 74 págs.[12]
- Viñetas castueranas. Villanueva de la Serena, impresor Nicolás Diestro, 1929, 122 págs.
- Leyendas extremeñas, Badajoz, Imp. Antonio Arqueros, 1931, 318 págs. Da datos de otras obras.
- Milagros de Jesús. Madrid, Hijos de Tomás Minuesa, 1933, 114 págs. En 1935 está agotada la 2ª edición.
- Leyendas toledanas. La venganza de un cristiano, La sombra de un faquir, El fantasma del castillo de san Servando, El callejón del infierno, Los ojos de doña Luz, El milagro de las rosas, Las lágrimas de Zaida. Toledo, Revista Toledo, 1925. En 1929 aparece como agotada.
- Inés Suárez. Novela de la conquista de América que da como terminada en 1935. No hay constancia de su publicación.
- Pedro de Valdivia, conquistador de Chile. En su obra Comentarios a Pedro de Valdivia, dice que está en prensa.
- El alma de la Serena. En 1935 la da como publicada y dice que se trata de una novela.
- Vía crucis. Con ilustraciones de Seravilla. Madrid, Imprenta Europa, 1945. Da noticia de 17 publicaciones suyas.

## En verso
- El castillo de san Servando. Toledo. Editorial Arte, 1922, 26 págs.
- De la ciudad de los encantos. Madrid, Sucesores de Rivadeneira, 1923. 146 págs. 58 sonetos, entre ellos su autorretrato, El solar de Padilla, El zoco[13] y Ayes de amor.[14]
- Las lágrimas de Zaida. Leyenda toledana en verso, ya la da como agotada en 1922.
- Ayes de amor. En 1929 ya está agotada. En 1931 se vende por 2 pesetas la segunda edición.
- Canciones de Navidad. En 1935 se vende la 2ª edición. Con ilustraciones de Soravilla.
- El cantar de los cantares. Anterior a 1934, cuando la menciona en su obra Santa Teresita del Niño Jesús.
- El milagro de las rosas. Toledo, Editorial Arte, 1029. Leyenda toledana que ya da como agotada en 1922.
- Francisco Pizarro. Poema dramático en verso, laureado por el Gobierno del Perú. Lo menciona en su obra Vía crucis.
- Toledo, itinerario lírico y sentimental. Habla de esta obra en Vía crucis.

## Teatro
- La serrana de la Vera. Drama en tres actos y en verso. Anterior a 1929. Se estrenó en Burgos el 30 de abril de 1930 por la compañía de Margarita Robles.[15]
- El justo juez. Drama en tres actos y en verso. Anterior a 1929, pero inédita. En 1931, en su obra Leyendas extremeñas, la menciona, pero no indica precio ni si está agotada.
- Santa Teresita del Niño Jesús. Madrid, Imp. Juan Bravo 3, 1934. 112 págs., poema lírico en tres actos. Esta obra se estrenó en el teatro Beatriz de Madrid el 29-6-1933. Según el ABC (30-6-1933), durante el segundo acto se originó en la sala un incidente motivado por un alborotador comprado. Como consecuencia fueron multados con 500 pesetas los instigadores: Muñoz Seca, Pilar Millán-Astray y Honorio Maura.[16] La actriz que representó a Santa Teresa fue Pilar Torres.[17] Esta obra cambió de teatro y pasó a representarse del teatro Beatriz al de la Comedia.[18]
- María Magdalena. Poema dramático en tres jornadas y en verso (Ya se vende en 1934).
- Las lágrimas de Zaida. Leyenda toledana en verso. Agotada en 1929.
- El hijo de las lágrimas. Poema dramático en verso, anterior a 1935.
- Lope murió de pena. Barcelona, Araluce, 1935. 214 págs. 1 ilustración. Poema dramático en tres jornadas y en verso.
- La estrella de Balboa.Drama histórico en verso en colaboración con J. Gutiérrez-Ravé. Anterior a 1929. Esta obra se estrenó para un reducido número de personas (ABC, 13-2-1944)[19]
- Doña Ana de Pantoja. Comedia dramática en tres jornadas y en verso, en colaboración con J. Gutiérrez-Ravé. Anterior a 1929. Esta obra y la anterior probablemente sean inéditas, pues hasta la fecha no hay constancia de ellas en ninguna biblioteca pública.

## Otros datos
Junto con el compositor Jacinto Guerrero compuso el Himno a Toledo, que se escuchó por primera vez en la plaza de toros de Talavera de la Reina el 12 de abril de 1931.
Desde 1918 hasta 1930 colaboró asiduamente con Toledo. Revista Ilustrada de Arte, donde publicaba sonetos y las leyendas toledanas que luego se recogieron dos libros. La primera colaboración se produce en septiembre de 1919 con la leyenda. La venganza de un cristiano. La última en junio de 1930 con el soneto El artificio de Juanelo.
En 1942, con motivo de la fundación de Lima, el gobierno del Perú convocó un certamen sobre la figura de Pizarro. El concurso lo ganó Vicente Mena con su obra de teatro en verso Francisco Pizarro y percibió por ello un premio de dos mil soles.
Tenía gran afición a recitar poesías en público. Según noticias del ABC el día anterior en los teatros Fontalba y de la Comedia dio un recital de poesías propias y extrañas alternándose con la actriz Juana Azorín.
El 4 de enero de 1948 participa en Castuera en el homenaje al conquistador de Chile, Pedro de Valdivia. En dicho homenaje participaron las autoridades locales y provinciales, además del embajador de Chile en España, Armando Maza. En la puerta de la iglesia se descubrió una placa de mármol con letras de bronce en la que se lee: "El cabildo metropolitano de Santiago de Chile al gran conquistador Pedro de Valdivia". También se celebró una misa cantada oficiada por Vicente Mena y se visitó la casa donde nació el conquistador, descubrimiento en el que tuvo una labor destacada Vicente Mena.